# Charles de Neufville

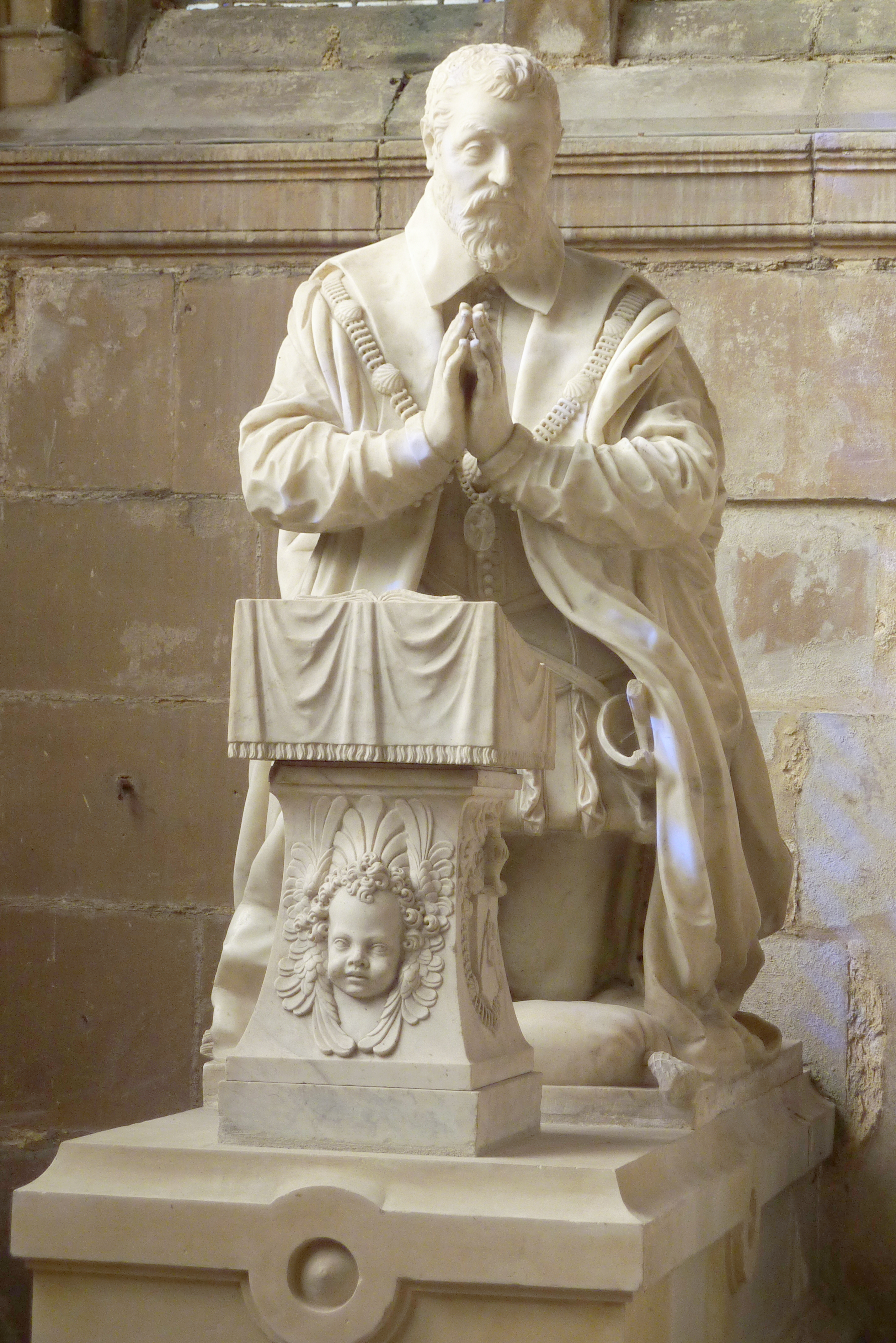
Mausoleum in der Kirche Notre-Dame-de-la-Nativité in Magny-en-Vexin

Charles de Neufville (* um 1566; † 18. Januar 1642 in Lyon), Marquis de Villeroy et d’Alincourt, Baron de Bury, Seigneur de Magny, war ein französischer Staatsmann des 16. und 17. Jahrhunderts.

## Leben
Charles de Neufville gehörte den Neufville de Villeroy an, einer lothringischen Familie, die im 15. Jahrhundert von Ludwig XII. geadelt worden war. Er ist der Sohn von Nicolas de Neufville, seigneur de Villeroy (1542–1617), Seigneur de Villeroy, und der Patronin, Übersetzerin und Dichterin Madeleine de L’Aubespine (1546–1596).
Er war Secrétaire d'État der letzten Valois-Könige und von Heinrich IV., wurde 1588 Gouverneur von Pontoise, wo 2000 Arkebusiere, 500 Reiter et 4000 Soldaten seinem Kommando unterstanden. Er war Conseiller d’État und Grand maréchal des logis de France sowie Chevalier du Saint-Esprit (5. Januar 1597). Ab dem 16. Februar 1600 war er Ambassadeur sans titre in Rom. Am 17. Juni 1607 wurde er Lieutenant-général, am 16. Februar 1612 Gouverneur von Lyon. Die Herrschaft Villeroy, die die Familie Mitte des 16. Jahrhunderts erworben hatte, wurde im Januar 1615 für ihn, der bereits Marquis d’Alincourt war, zum Marquisat erhoben.
1616 gründete er mit seiner Ehefrau Jacqueline de Harlay den Carmel de Lyon, wozu er sieben Nonnen aus Paris kommen ließ. Sie nahmen am 9. Oktober den Konvent in Besitz, der sich auf dem Abhang des Croix-Rousse an einem la Gella genannten Ort befindet. Spätestens 1634 zog er sich in dieses Kloster zurück, wo er im Januar 1642 starb.

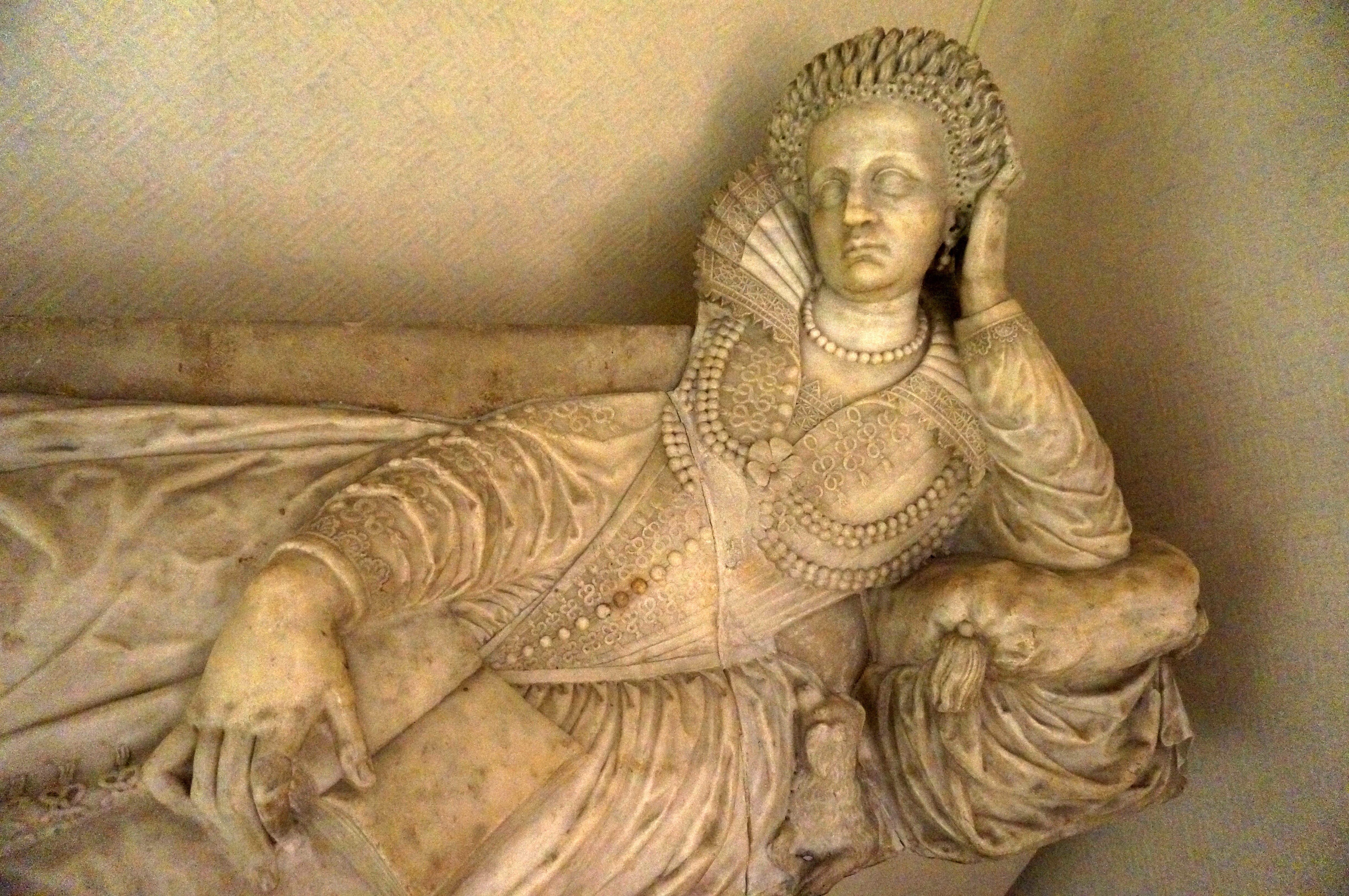
Gisant Marguerite de Mandelots, Mathieu Jacquet, Musée d’art et d’archéologie de Laon

## Ehe und Nachkommen
Am 26. Februar 1588 heiratete er in erster Ehe Marguerite de Mandelot (* 1570; † 10. Juli 1593), Dame de Pacy, Tochter von François de Mandelot und Éléonore Robertet. Ihre Kinder sind:
- Sohn († jung)
- Magdelaine (* 1592; † 24. November 1613); ⚭ 1606 Pierre Brûlart de Sillery (* um 1583; † 22. April 1640), französischer Außenminister[6].
- Catherine, † 1657, Dame de Pacy; ⚭ 3. Mai 1610 Jean (II.) de Souvré, Marquis de Courtanvaux, Premier Gentilhomme de la Chambre du Roi, Gouverneur de Touraine, Conseiller d’État (* 1584; † 9. November 1656)

1596 heiratete er in zweiter Ehe Jacqueline de Harlay, Tochter von Nicolas de Harlay de Sancy und Marie Moreau. Ihre Kinder sind:
- Nicolas (* 14. Oktober 1598; † 28. November 1685), 1646 Marschall von Frankreich, 1651 Herzog von Villeroy und Pair de France; ⚭ 1617 Madeleine de Blanchefort de Créquy, Tochter von Charles I. de Blanchefort, Herzog von Lesdiguières, Pair und Marschall von Frankreich
- Henri Charles († 1628), Comte de Bury; ⚭ Marie-Francoise de Phélypeaux d’Herbault, Tochter von Raymond II. de Phélypeaux und Claude Gobelin
- Camille (* 22. August 1606 in Rom; † 3. Juni 1693), 1653 – 1693 Erzbischof von Lyon, 1661 Kommandeur des Ordens vom Heiligen Geist
- Ferdinand (* 1608 in Rom; † 7. Januar 1690 in Paris), 1644 – 1657 Bischof von Saint-Malo, 1657 – 1690 Bischof von Chartres
- Lyon François (* in Rom, † 1639[7]),Vicomte de La Forêt.
- Marie (* um 1609; † August 1688); ⚭ (1) Alexandre de Bonne, Seigneur d’Auriac et La Rochette, Vicomte de Tallard, Sohn von Étienne de Bonne und Madeleine Rosset; ⚭ (2) 1640 Louis-Charles de Champlais, Marquis de Courcelles